# クレヨンしんちゃん 嵐を呼ぶ園児
『クレヨンしんちゃん 嵐を呼ぶ園児』（クレヨンしんちゃん あらしをよぶえんじ）は、1993年7月30日に日本のバンダイから発売されたスーパーファミコン用横スクロールアクションゲーム。
主人公のしんのすけを操作し、行方不明になったシロを捜索、肝試し大会に参加、アクション仮面の装備を取り戻すためメケメケ団のアジトへと侵入、雪合戦大会への参加などステージごとに異なるコンセプトで展開される事を特徴としている。また本編以外にもミニゲームを複数収録している。なお、今作ではかすかべ防衛隊のメンバーは全員ザコ敵として登場し、しんのすけに攻撃をしかけてくる役回りである。
開発はさんえるが行い、ゲーム・デザインはスーパーファミコン用ソフト『ウルトラマン』（1991年）を手掛けた尾形和正、ユタカから発売されたファミリーコンピュータ用ソフト『うしおととら 深淵の大妖』（1993年）を手掛けた牛村憲彦が担当、音楽はナムコから発売されたPCエンジン用ソフト『ファイナルブラスター』（1990年）を手掛けた富樫則彦が担当している。
1994年にマーバ（バンダイとマテルの合弁会社）からメガドライブ版も発売された。

## 概要
「しんちゃんとあそぶ」モードと「ミニゲームであそぶ」モードがある。全4ステージ、各5エリア構成の全20面となっている。各エリアをクリアするにはそれぞれ決められたアイテム（黄色のカードなど）を入手する必要がある（さらにステージによってはカードをボスが持っていたり規定の場所に行かなければならないエリアもある）。エリアによってはミニゲームが挿入され、スーパーファミコン版では各ステージの最終エリアのミニゲームをクリアしないと次のエリアに進むことができない。ミスをすると残機が1つ減り、残機がない状態でミスをするとゲームオーバーになり、ステージの最終エリアからやり直しになる。
ニンテンドー3DSで発売された『クレヨンしんちゃん 嵐を呼ぶ カスカベ映画スターズ!』に初回封入特典として、この作品をダウンロードできる番号が入っている。3DS版では、ゲーム開始前に「かんたんモード」を選んだ状態で始めると、残り人数が9人の状態で始めることが出来る（ただし、1度でもゲームオーバーになると、スーパーファミコン版と原作通りの「ふつうモード」と同様、残り人数が2人の状態に戻ってしまう）。
ミニゲームがどれも高難易度である上にミスすると残機を減らされるため、これがゲーム中の難関となる。ただ、通常時のアクションは然程難しくない。

## ゲーム内容

### ミニゲームの種類
★のついたミニゲームは、スーパーファミコン版では各ステージの最後のエリアをクリアした後に挑戦するボスミニゲームとなっており、クリアしないと次のステージに進むことが出来ない。このボスミニゲームで失敗すると残り人数が1人減って、再びボスミニゲームからやり直しとなり、残り人数が0のときにミスするとゲームオーバー。ゲームオーバーになると前のステージの最後のエリアからやり直しになる。メガドライブ版では、通常のミニゲームに変更され、ミスをしても残機が減ることなく、そのまま次のステージへ進むことが出来る。
収録されているミニゲームは両ハード共通で収録されているものと、各ハードでしか収録されていないものがある。

#### 両ハード共通で収録
ジャンケンおいかけっこゲーム
門限を破ったしんのすけを追いかけるみさえとじゃんけんをし、みさえに追いつかれる前に家へ向かうゲーム。いわゆる「グリコゲーム」である。みさえに捕まったら即終了。移動できるマスの数はグーが「グリグリこうげき」で8マス、チョキが「チョコビー」で5マス、パーが「パンパンマン」で6マス。後出しはペナルティとして1マス下がる。
カード探しゲーム★
スーパーファミコン版では春ステージのボスミニゲーム。ひろしが指定する頭文字の言葉のカードを捜すゲーム。制限時間であるしんのすけが「おわり」に進み終わるまでにすべてのカードを取ればクリア。しんのすけ独自の言葉も含まれているため、原作やアニメにある回を見ていなかったり素直に考えすぎると手詰まりになることもあり、難易度は少し高い。
水泳大会ゲーム
風間君、ボーちゃん、マサオ君を相手に水泳でレースをするゲーム。1位にゴールすれば完全クリアとなるが、ゴールさえすればクリアとなる。コース内にはスピードアップするひれやスクリュー、足止めされてしまう渦巻きが設置されている。連射機能のあるコントローラ（ハドソンのスーパージョイカードやHORIのホリコマンダー（スーパーホリコマンダー、メガコマンダー）やファイティングコマンダー、スーパーターボ、シュールド・ウェーブのメガブラスター等）を使ってもボタンを押し続けるというふうになって無効となり、自力で連打しなければならない。1位でゴールする難易度は高い。
旗揚げゲーム★
スーパーファミコン版では夏ステージのボスミニゲーム。モニター内にいるアクション仮面の指示通りに赤と白の旗を上げ下げするゲーム。3戦行い対戦相手のよしなが先生に2勝すればクリア。ミスがない場合は両方勝ちとみなされる。判定がとても厳しく、時間が進むにつれて、指示役のアクション仮面の会話スピードが早くなってくる。稀にアクション仮面が指示を間違えて、会話スピードを通常に戻った状態でゲームの進行を止めて、すぐに会話スピードが上がった状態で指示を再開するという罠があり、この罠に負けになりやすい。これらの厳しい状態で2勝しなければならないので、ミニゲームの中で難易度は最も高く、スーパーファミコン版では最大の難関となる。
給食運びゲーム
前後にいる風間君とマサオ君にぶつからないように注意しながら給食を運ぶゲーム。無事に教室までたどり着けばクリア。風間君とマサオ君は不規則に前に進んだり後へ戻ったりするので、ぶつからないように進むには至難の業であり、難易度が高い。

#### スーパーファミコン版のみ収録
神経衰弱ゲーム★
スーパーファミコン版のみ、秋ステージのボスミニゲーム。用意されたカードをめくってペアを探すゲーム。ゲーム開始前に3枚のカードを選択し、そのカードの中身によってお手付き可能の回数が決められる（最大3回まで）。カードを全部めくればクリア。ペアの並び方は規則性があり、数パターンからランダムで選ばれる。攻略本があればパターンが記載されていて簡単にクリア出来るが、ない場合はパターンを覚えない限りは山場となる。制限時間は存在しないが、長時間操作しないでいると風間くんに怒られる。ゴキブリカードなら1回のみ、アクション仮面カードなら2回、天使カードなら3回お手付きが許される。
しんちゃんを探せゲーム
まつざか先生が指定した格好のしんのすけを、モザイクの中から探すゲーム。制限時間内に指定された格好のしんのすけを見つければクリア。
スライドパズルゲーム★
スーパーファミコンのみ、冬ステージのボスミニゲームで、最後に挑戦するミニゲーム。いわゆる15パズル。バラバラにされたパズルを移動させて元の絵に並べ替えるゲーム。制限時間の5分以内に絵を完成させればクリア。正しい場所のパズルであればカラーとなり、正しくない場合はモノクロとなる。絵のパターンは3種類ある。こちらはスーパーファミコン版の中では唯一予備知識が必要。
スロットゲーム
みさえが用意された特製のスロットでしんのすけが挑戦し、絵柄を揃えるゲーム。このミニゲームのみボーナスステージのようになっており、ミニゲームの単独プレイは出来ない。ステージ2よりエリアをクリアするたびに挑戦できるが、途中で別のミニゲームがある場合はない。ボタンでしんのすけをジャンプしてスイッチを踏むとそのスロット部分が止まり絵柄が決まり、3回止めて同じ絵柄を揃えればボーナスがもらえる。もらえるボーナスは揃った絵柄によって異なる。スロットを止めるタイミングが難しく、ルーレットが速く目押しがしづらいので狙いにくい。

#### メガドライブ版のみ収録
シャボン玉ゲーム
ネネちゃんを相手にどちらが大きくシャボン玉を膨らますか競うゲーム。制限時間内にネネちゃんより大きいシャボン玉を作ればクリア。何もボタンを押さずにすると弱く膨らみ、Cボタンを押している間は強く膨らみ続けるが、膨らむ反動でしんのすけの顔の色が変化していって赤になるとシャボン玉が割れてしまう。そのため、Cボタンを押すことをやめて回復させる必要がある。
スイカ割りゲーム
目隠しをしたしんのすけをみさえが進む方向を指示してスイカを割るようにするゲーム。スイカを割ればクリアとなり、スイカにつけば自動的に割る。しんのすけは目隠しされて不規則に勝手に進むようになっていて、方向キーを押しながらA、B、Cのボタンを連打すると方向を指示することが出来、教える方向は方向キーを押した場所で決めるようにする。しかし、しんのすけは指示を聞いても言うことを聞かないので、何度も同じ方向を指示しなければならない。砂場にいるカニやヤドカリにぶつかったり、画面端のいずれかにいくとミスになる。難易度は高い。
二人三脚ゲーム
ネネちゃんと風間君の親子を相手にみさえとしんのすけのペアで二人三脚をして競争をするゲーム。1位でゴールすれば完全クリアとなるが、ゴールさえすればクリアとなる。A、B、Cのいずれかのボタンを押すと右足、方向キーのいずれかの方向を押すと左足となる。かけ声で表示される数字で①だと右足で②だと左足で進むことになり、かけ声の正しい数字をタイミングよくボタンを押して進んでいく。タイミングが合わなかったりボタンを間違えると転んでしまうので注意。
おめかしゲーム
幼稚園バスがもうすぐ来るのにまだ着替えていないしんのすけを幼稚園のお洋服を選んで着るゲーム。最初にみさえがタンスの中に別々に入っている幼稚園の服の場所を覚えて、覚えた後に天使のしんのすけが表示されてルーレットが始まり、正しく入っているタンスの段をタイミングよくCボタンで止めると服決まる。無事に全て正しいタンスの段の場所を止めて幼稚園の服を着させればクリアとなり、ご褒美としてランダムでアイテムカードがもらえる。着させた服によって画面が変化する。しかし、ルーレットのスピードが速いので目押しのコツをつかまない限り、難易度は高い。

## ステージ構成
本作のステージは春夏秋冬に当てられた5つのエリアからなる4ステージで構成されている。太字の物がステージクリアに必要なアイテム。
春ステージ
またまた散歩の途中でシロを置いてけぼりにしてしまったしんのすけ。おまけにその際に持っていったさまざまな物もどこかに落としてきたらしい。しんのすけはみさえに言われて落とした物と行方不明のシロを探すことになる。
夏ステージ
今日は町内の肝試し大会。もちろんしんのすけも参加することに。みさえの話だとエリアのどこかにあるお札を探してそれをゴールへ持っていけばいいとのこと。果たしてしんのすけは無事にクリアできるのか？
秋ステージ
気持ちよさそうにアクション仮面の夢を見ていたしんのすけ。ところが夢の中でアクション仮面がメケメケ団につかまってしまった。しんのすけはメケメケ団が奪ったアクション仮面の装備を取り戻すためメケメケ団のアジトへ忍び込む。
冬ステージ
今日は幼稚園の雪合戦大会。ルールは町のどこかにいる幼稚園の先生を幼稚園へつれて戻ること。しんのすけは無事につれて帰れるのか？

## 登場人物
野原しんのすけ
- 声 - 矢島晶子

本作の主人公。メガドライブ版のスイカ割りのミニゲームのみ操作キャラではなくなる。
野原みさえ
- 声 - ならはしみき

ステージ1ではイベントキャラとして登場し、しんのすけに落し物とシロを探すように頼む。ジャンケン追いかけっこのミニゲームの対戦相手で登場し、スロットのミニゲームは司会役で登場する。メガドライブ版のスイカ割りと二人三脚のミニゲームでは操作キャラとしての登場になる。
野原ひろし
カード探しのミニゲームに登場。休みのついでにしんのすけと一緒にカード探しで遊ぶことにする。
シロ
ステージ2よりアイテムカードのお助けキャラとして登場。敵を倒したりしてくれる。そのステージをクリアしたり時間が経つといなくなる。
風間くん
ステージ1・4の敵キャラで登場。ステージ4の最終エリアでは手順通り進めるとゴールアイテムを持ったボスキャラで登場する。動きが早く体当たり攻撃をしかけてくる他、ステージ4では大玉を投げて攻撃することもある。水泳大会とスーパーファミコン版の神経衰弱とメガドライブ版の二人三脚にミニゲームの相手として登場し、給食運びのミニゲームではお邪魔キャラとして登場する。
ネネちゃん
ステージ1（エリア3以降）・4の敵キャラで登場。ステージ1の最終エリアとステージ4のエリア3では手順通り進めるとゴールアイテムを持ったボスキャラで登場する。シャボン玉で攻撃してきたり、壁に落書きをしている最中に不意打ちをしかけてくる。水泳大会のミニゲームでは司会役で登場し、メガドライブ版のシャボン玉と二人三脚のミニゲームでは対戦相手として登場する。
マサオくん
ステージ1・4の敵キャラで登場。ステージ1のエリア3では手順通り進めるとゴールアイテムを持ったボスキャラで登場する。水泳大会のミニゲームでは対戦相手として登場し、給食運びのミニゲームではお邪魔キャラとして登場する。
ボーちゃん
ステージ1（エリア2以降）・4の敵キャラで登場。水泳大会のミニゲームでは対戦相手として登場する。
アクション仮面
ステージ3でイベントキャラで登場し、しんのすけにアクション仮面のアイテムを集めるように頼む。旗揚げのミニゲームでは司会役で登場する。
よしなが先生
ふたば幼稚園のひまわり組の担任。旗揚げのミニゲームの対戦相手で登場し、メガドライブ版の二人三脚のミニゲームの司会役で登場する。ステージ4ではイベントキャラで登場し、先生のカードを持ってくるように頼む。
まつざか先生
ふたば幼稚園のばら組の担任。しんのすけを探せのミニゲームの司会役で登場し、色んな格好のしんのすけを探すことになる。ゲーム中でもしんのすけから彼氏がいない事と性格が悪い事をいじられている。
園長先生
ふたば幼稚園の園長。スーパーファミコン版のスライドパズルの司会役で登場する。
隣のおばさん
野原家の近所に住むおばさん。ステージ1・4のイベントキャラとして登場。
酒井しのぶ
いつもしんのすけに休日やアルバイトを邪魔されてばかりいる不運な女子大生。ステージ1・4のイベントキャラとして登場。ゲーム中でもしんのすけからアルバイトをクビにされている事と金欠の事をいじられている。

## 移植版
| No. | タイトル                        | 発売日        | 対応機種     | 開発元 | 発売元 | メディア                 | 型式    | 備考 |
| --- | ------------------------------- | ------------- | ------------ | ------ | ------ | ------------------------ | ------- | ---- |
| 1   | クレヨンしんちゃん 嵐を呼ぶ園児 | 1994年3月11日 | メガドライブ | シムス | マーバ | 16メガビットロムカセット | T-16033 |      |

## スタッフ
スーパーファミコン版
- 原作：臼井儀人（双葉社刊）
- 声の出演：矢島晶子、ならはしみき
- コンセプトワーク：尾形和正、田中康介、牛村憲彦
- 監修：テレビ朝日
- 製作：株式会社バンダイ
- 音楽：富樫則彦（クレジットなし）

## 評価
スーパーファミコン版
ゲーム誌『ファミコン通信』のクロスレビューでは6・4・6・3の合計19点（満40点）、『ファミリーコンピュータMagazine』の読者投稿によるゲーム通信簿での評価は以下の通りとなっており、21.6点（満30点）となっている。また、1998年に刊行されたゲーム誌『超絶 大技林 '98年春版』（徳間書店）では、「原作の持つ独特の雰囲気が、会話やミニゲームなどでよく再現されている」と肯定的に評価した。
| 項目 | キャラクタ | 音楽 | お買得度 | 操作性 | 熱中度 | オリジナリティ | 総合 |
| 得点 | 4.4        | 3.6  | 3.3      | 3.6    | 3.3    | 3.5            | 21.6 |
メガドライブ版
ゲーム誌『ファミコン通信』のクロスレビューでは6・5・6・3の合計20点（満40点）、『メガドライブFAN』の読者投稿によるゲーム通信簿での評価は以下の通りとなっており、20.4点（満30点）となっている。
| 項目 | キャラクタ | 音楽 | お買得度 | 操作性 | 熱中度 | オリジナリティ | 総合 |
| 得点 | 4.2        | 3.2  | 3.2      | 3.2    | 3.1    | 3.4            | 20.4 |